# Montouto (Vegadeo)
Montouto ist ein Dorf in der Gemeinde Vegadeo der autonomen Region Asturien in Spanien.

## Geographie
Montouto liegt an der Quelle des Rio Montouto, einem der Nebenflüsse des Rio Eo, und hat 32 Einwohner (2020) auf einer Grundfläche von 19,17 km². Die nächste größere Ortschaft ist Vegadeo, der 5 km entfernte Hauptort der gleichnamigen Gemeinde. Das Dorf gehört zu dem Parroquia Piantón.

## Klima
Der Ort hat angenehm milde Sommer mit ebenfalls milden, selten strengen Wintern. In den Hochlagen können die Winter durchaus streng werden.

## Sehenswürdigkeiten
- Castro de Montouto, Burg
- Iglesia (Kirche) de la Virgen del Carmen de Piantón
- Reserva Natural Parcial de la Ría del Eo (Naturpark)